# Kambly SA
Die Kambly SA Spécialités de Biscuits Suisses mit Sitz in Trubschachen ist ein Schweizer Gebäckhersteller. Das Unternehmen stellt vor allem Feingebäck im Premium-Segment her. Angeboten werden rund 20 verschiedene Sorten, die in mehr als 50 Länder exportiert werden. Rund 40 Prozent des Umsatzes werden im Ausland erzielt (2016).

## Geschichte

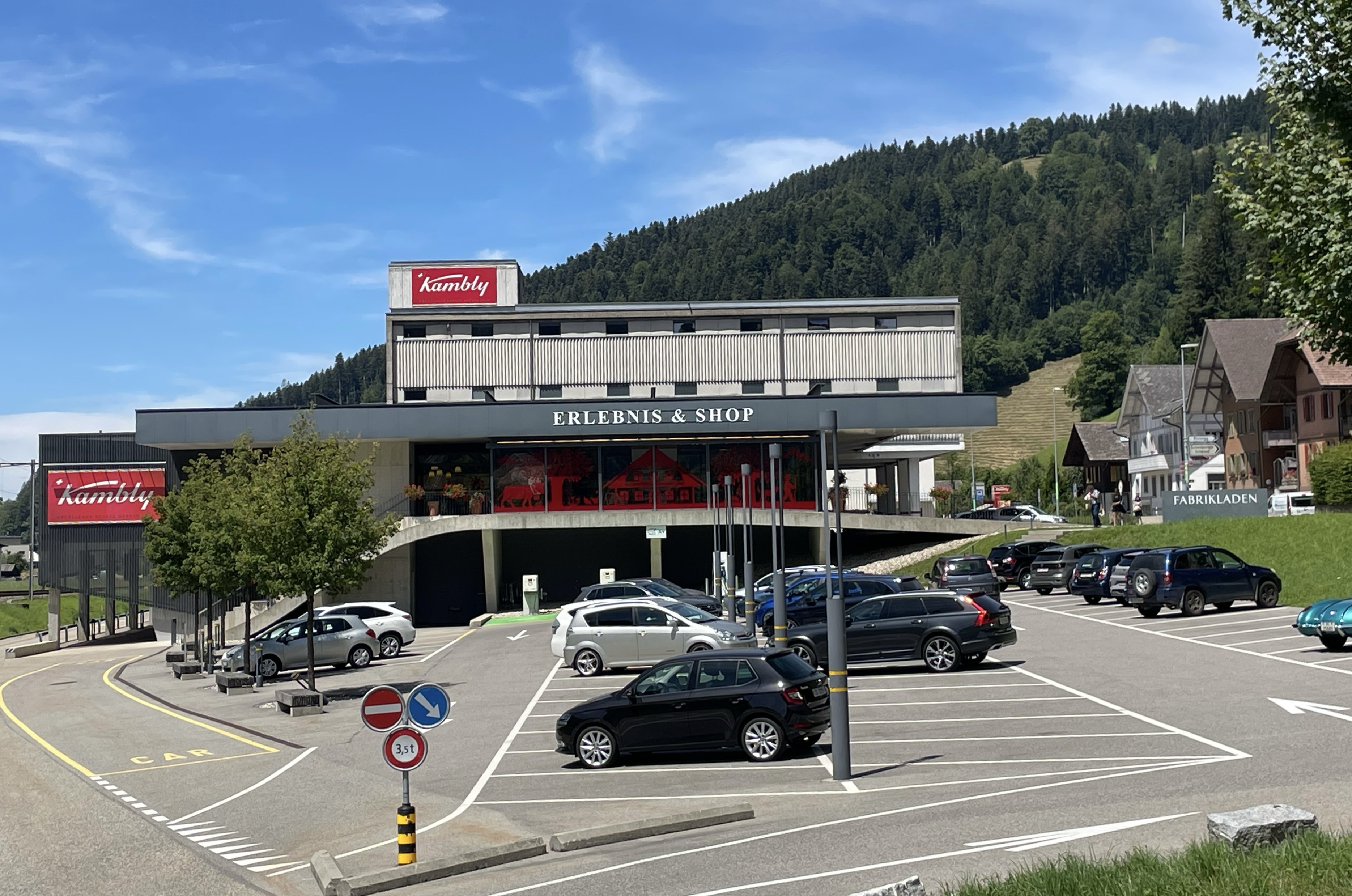
Kambly-Gebäude in Trubschachen

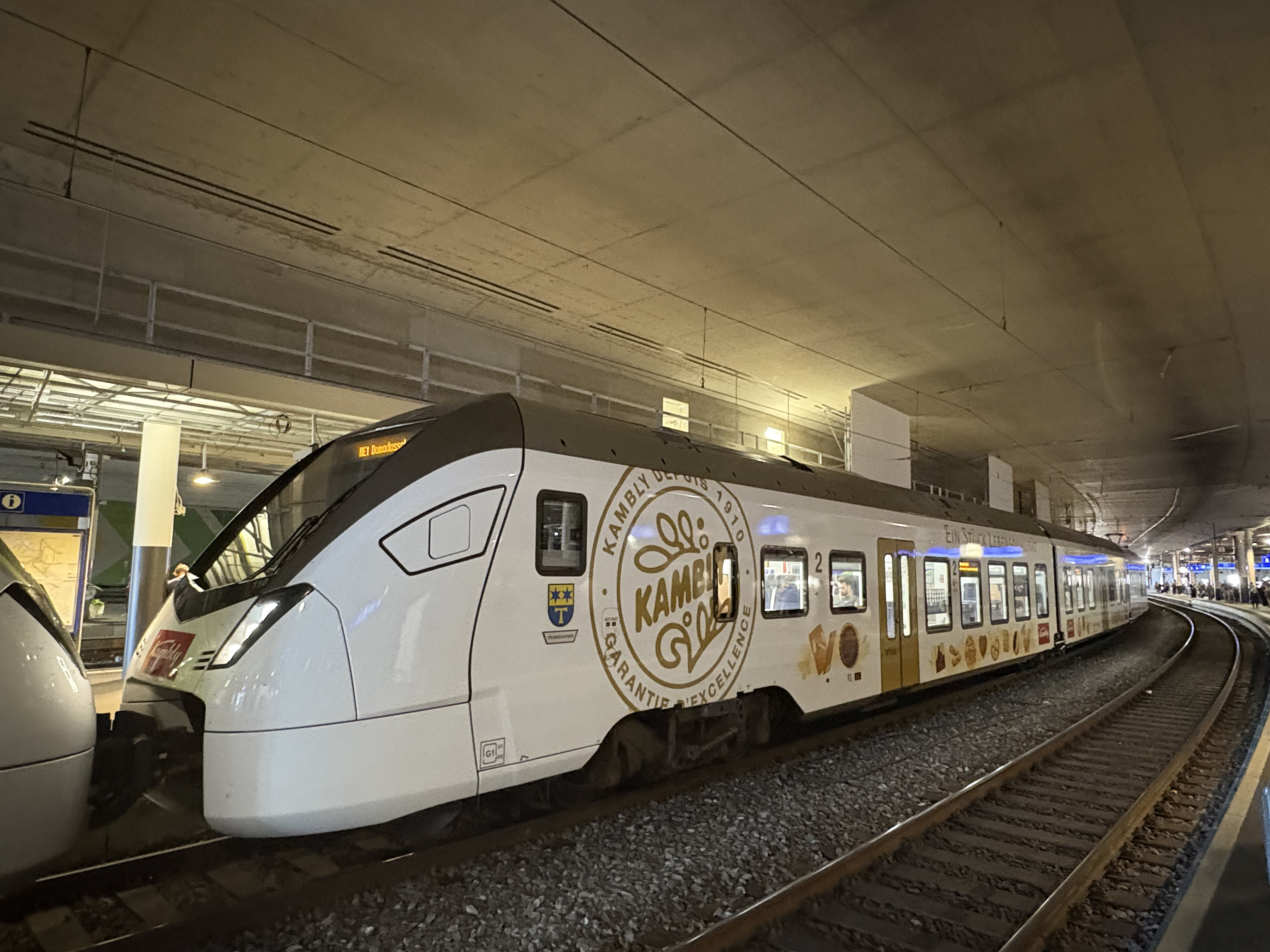
Kambly-Werbezug der BLS

Das heute in der vierten Generation geführte Familienunternehmen wurde 1910 von Oscar R. Kambly gegründet. Dieser begann bereits 1906 die ersten Bretzeli nach einem Rezept seiner Grossmutter herzustellen. 1910 übernahm Oscar Kambly das Geschäft seines einstigen Bäcker-Lehrmeisters, er legte damit den Grundstein für die heutige Biscuitfabrik in Trubschachen.
1953 ging die Unternehmensleitung an Oscar J. Kambly über. Dieser vereinte seine Kenntnisse der industriellen Fertigung in England mit der artisanalen Schokolade- und Confiseriekunst in der Schweiz und führte moderne Technologien in der Biscuit-Herstellung ein. Seit 1983 steht das Unternehmen unter der Leitung von Oscar A. Kambly, der das Unternehmen international ausrichtete und den Export förderte. 1999 kam mit dem Kauf der ehemaligen Arni AG ein zusätzlicher Produktionsstandort in Lyss hinzu, der 2013 geschlossen wurde. Zum Jahreswechsel 2015/2016 erwarb Kambly das Tekrum-Werk in Ravensburg vom Griesson-deBeukelaer-Konzern. Ziel der Übernahme war vor allem ein erleichterter Marktzugang zur EU angesichts veränderter Wechselkurse zwischen dem Schweizer Franken und dem Euro. Die Übergabe erfolgte zum 1. Januar 2017.
Oscar A. Kambly III übergab im Juni 2020 den Vorsitz der Geschäftsleitung an Nils Kambly, den Schwiegersohn von Oscar A. Kambly und Ehemann von Dania Kambly. Die studierte Physikerin leitet die Unternehmensentwicklung. Die Tochter von Oscar A. Kambly ist seit 2011 Mitglied des Verwaltungsrates.
Die Kambly SA ist Mitglied bei der IG Bio.
Seit Mai 2024 ist Dania Kambly Verwaltungsratspräsidentin.

## Produkte
Das älteste Produkt der Firma ist das Bretzeli, das seit 1906 ununterbrochen hergestellt wird. Seit 1959 ist Kambly der Hersteller der Schweizer Militärbiscuits, seit 2010 werden diese auch für zivile Kunden hergestellt. Weitere bekannte Produkte sind die Biscuits «Butterfly», «Caprice», «Matterhorn», «Mignon» und die «Petit Beurre». Produziert wird auch Salzgebäck. Vertrieben werden zudem die Salzgebäcke der Firma Cornu SA («Recette De Champagne»).

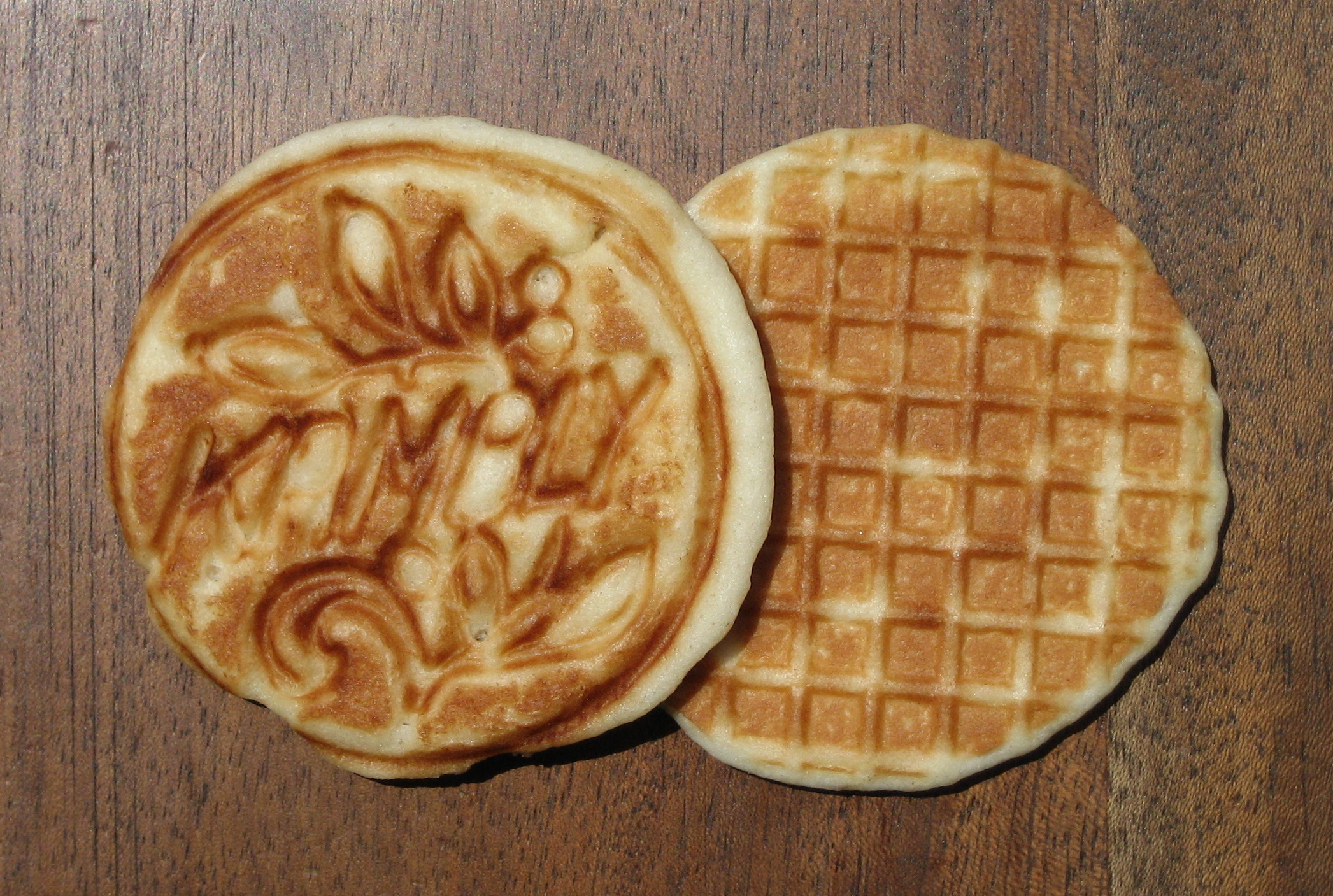
«Brätzeli»
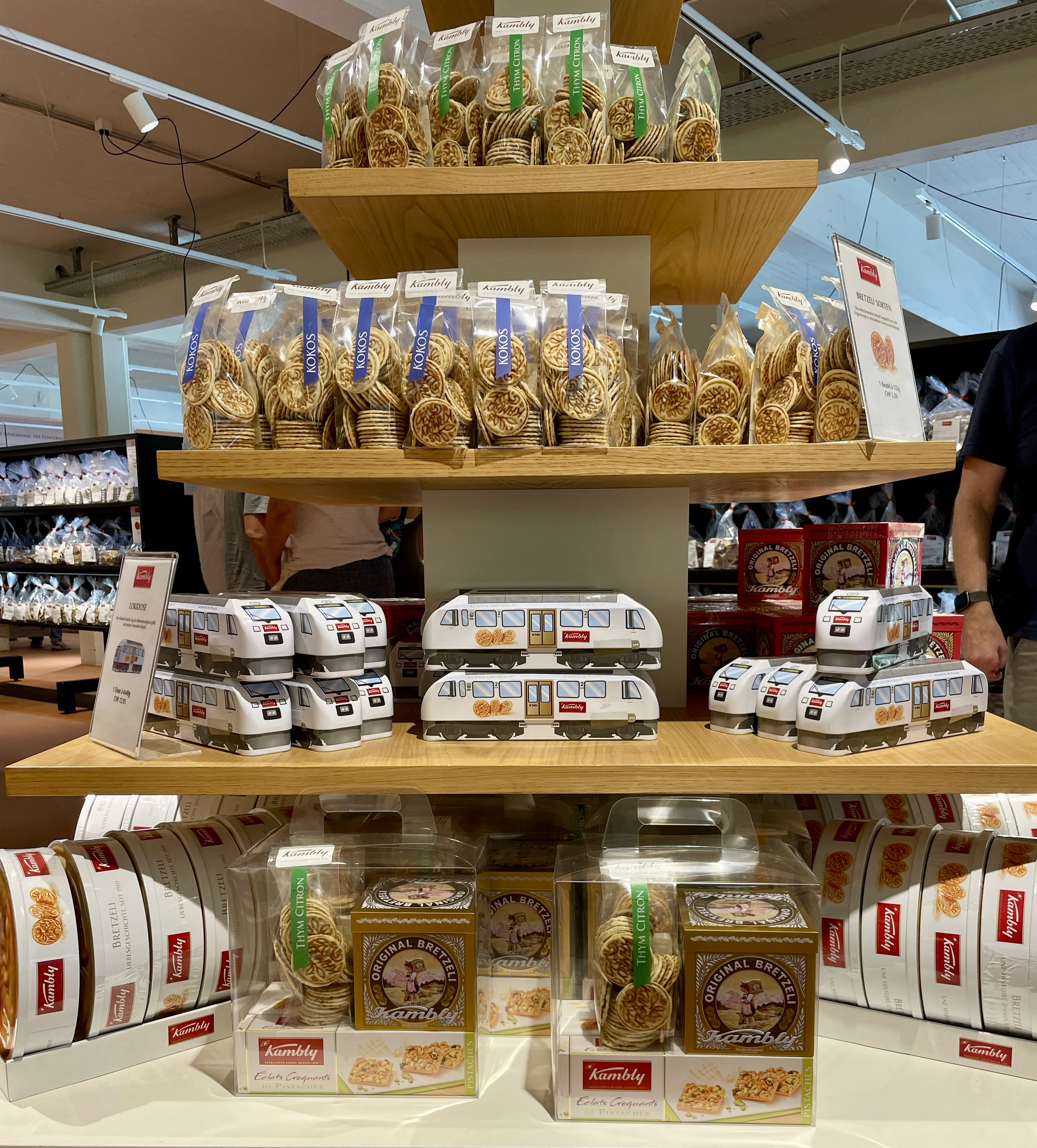
Kambly-Produkte
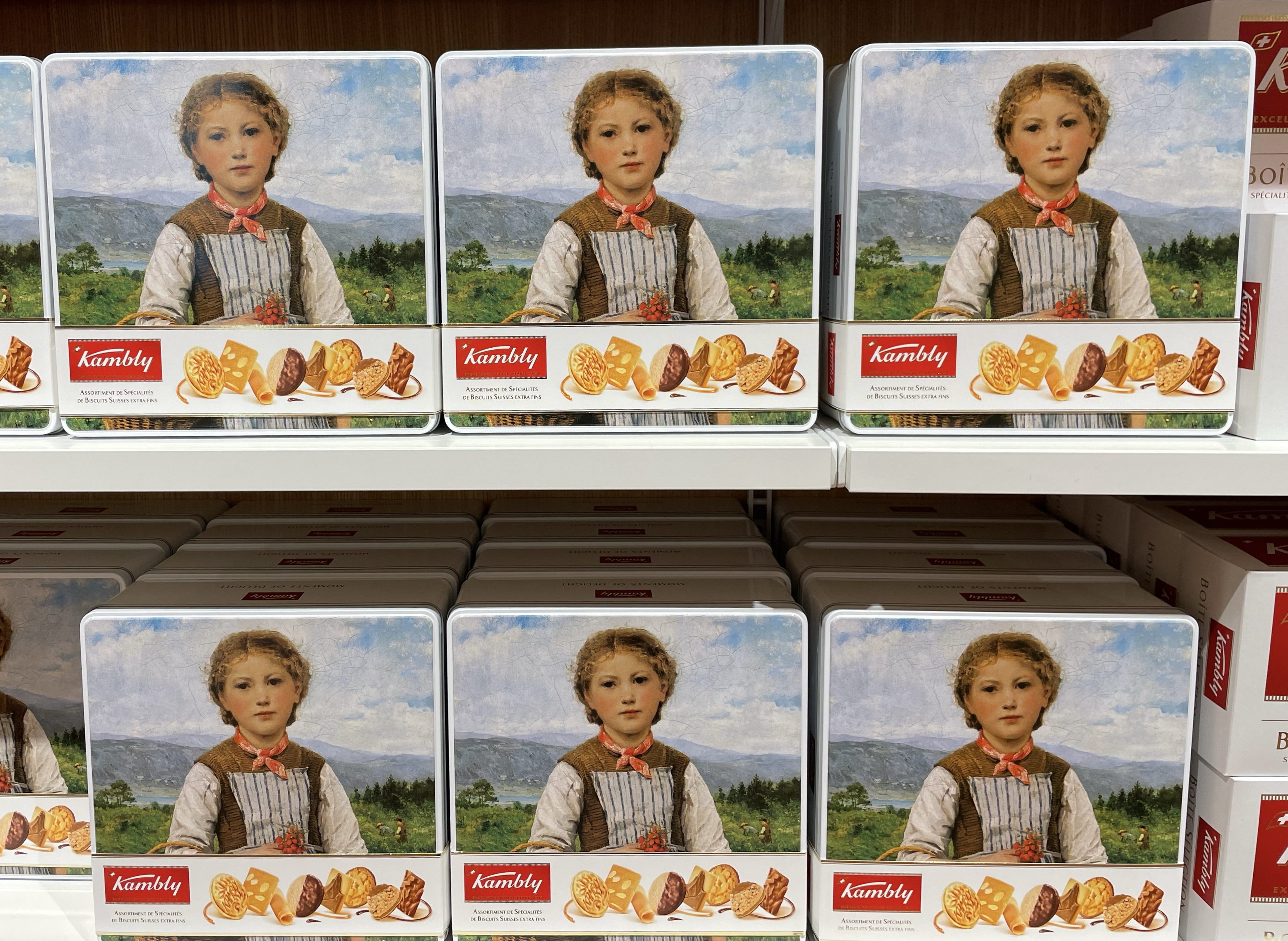
Gebäckdose mit dem «Erdbeeri Mareili» aus der Geschichte von Jeremias Gotthelf, Gemälde von Albert Anker
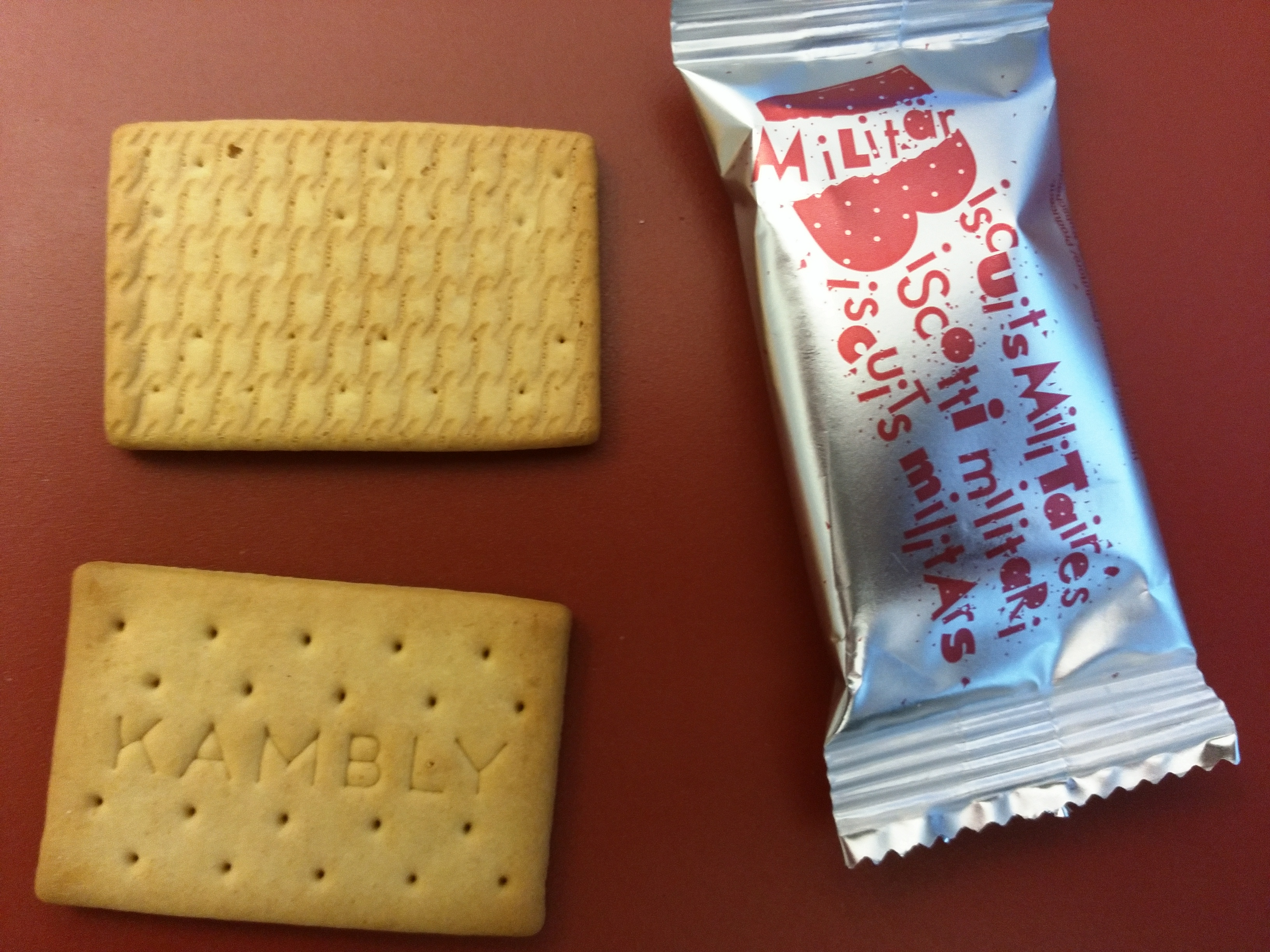
Schweizer Militärbiscuits
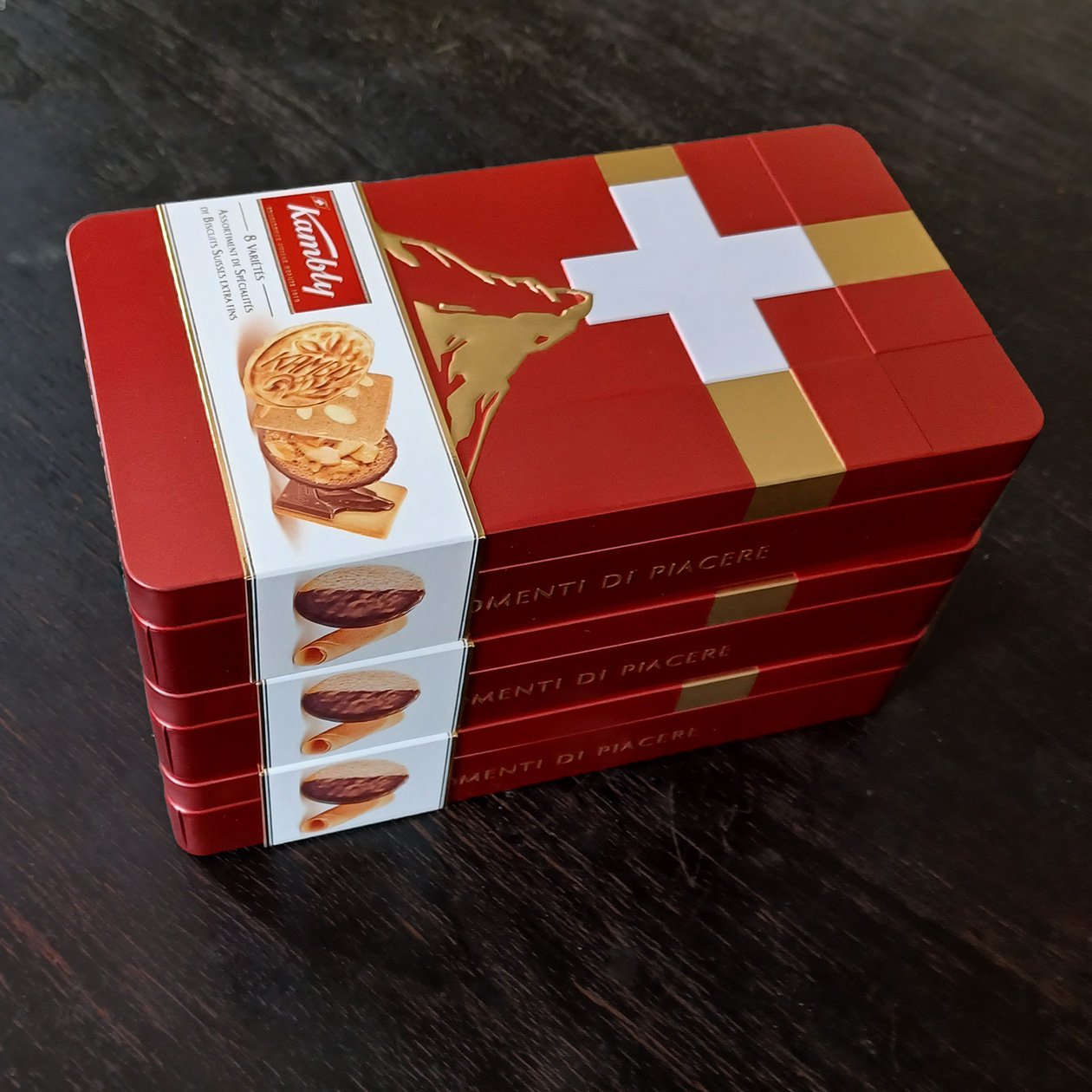
Geschenkdose Firmenkunden